# WLE 0106–0107
Die normalspurigen Tenderlokomotiven WLE 0106–0107 der Westfälischen Landes-Eisenbahn (WLE) waren laufachslose Dampflokomotiven mit der Achsfolge E für den Güterzugbetrieb, von denen Hanomag 1928 zwei Lokomotiven lieferte. Sie standen bis 1963 in Betrieb und wurden dann ausgemustert und verschrottet.

## Geschichte
Sie waren den WLE 0101–0105 an Größe und Leistung deutlich überlegen, jedoch nicht so kräftig wie die beiden 1934 gebraucht gekauften Lokomotiven der Reihe T 16. Sie bewährten sich im alltäglichen Betrieb und waren in der Lage, auf den Steigungen von 20 ‰ eine Last von 300 t zu befördern. 
Bei der Übernahme wurden sie als 106 und 107 bezeichnet, erst in den 1950er Jahren erhielten sie die vierstellige Ordnungsnummer mit einer vorgestellten 0. Die Lokomotive 0106 hatte den Beinamen Hoff nach Wilhelm Hoff, ein Organisator des preußischen Eisenbahnwesens.
Während des 30-jährigen Einsatzes wurde die ursprüngliche Petroleum-Beleuchtung durch eine elektrische mit einem Turbogenerator ersetzt und ein Mischvorwärmer eingebaut und die seitlichen Belüftungsklappen im Führerhausdach bei einer Hauptuntersuchung 1949 bei Henschel in Kassel durch Schiebedächer ersetzt.
Durch die seitenverschiebbaren Achsen waren die Lokomotiven in der Lage, Gleisbögen von 180 m zu durchfahren, außerdem konnten sie einen Ablaufberg mit einem Radius von 300 m befahren. Die Lokomotiven überstanden den Zweiten Weltkrieg. Mit der Beschaffung von Diesellokomotiven konnte auf ihre Dienste verzichtet werden. 1963 wurden beide Lokomotiven in der Werkstätte Lippstadt verschrottet.

## Konstruktion
Die Lokomotiven hatten eine hohe Kessellage. Die Gesamthöhe wurde durch eine geringere Schornsteinlänge und eine flachere Führerhausform möglich. Sie besaßen drei Dome mit zwei Sanddomen auf dem Kesselscheitel.
Die Heißdampf-Lokomotiven waren mit genieteten Stahlkesseln, Feuerbüchsen aus Kupfer und mit Spindel-Kipprosten ausgestattet. Der Rauchröhrenüberhitzer war Bauart Schmidt, vorhanden waren ein Speisewasservorwärmer, eine Speisepumpe von Knorr, ein Injektor Bauart Friedmann und thermo-elektrische Pyrometer. Die ursprünglichen Kolbenschieber wurden nach 1950 als Müller-Schieber ausgeführt.
Das Laufwerk war mit Gölsdorf-Achsen ausgeführt. Die zweite und vierte Achse waren fest im Rahmen gelagert. Alle anderen Räder waren nach beiden Seiten je 26 mm seitenverschiebbar. Der Spurkranz der Treibachse war zusätzlich um 10 mm geschwächt. Zusätzlich hatten die Lokomotiven eine Radreifennäßeinrichtung. Die Besandungsanlage war pneumatisch. Die Lok hatte dafür je Triebwerksseite vier Sandrohre, die je nach Fahrtrichtung die zweite und dritte Achse besandeten. Vorhanden waren zudem ein Sicherheitsventil der Bauart Ramsbotton, ein Dampfläutewerk der Bauart Latowski, eine Entschlammungsvorrichtung und eine Schmierpumpe. Der Kohlekasten erhielt später bei einem Umbau einen Aufsatz, der sich fast über die gesamte Breite zwischen den rückwärtigen Fenstern erstreckte und ungefähr einen Meter hoch war. Die Lokomotiven besaßen eine Dampfheizeinrichtung.